# 泰来镇
泰来镇，是中华人民共和国黑龙江省齐齐哈尔市泰来县下辖的一个乡镇级行政单位。

## 行政区划

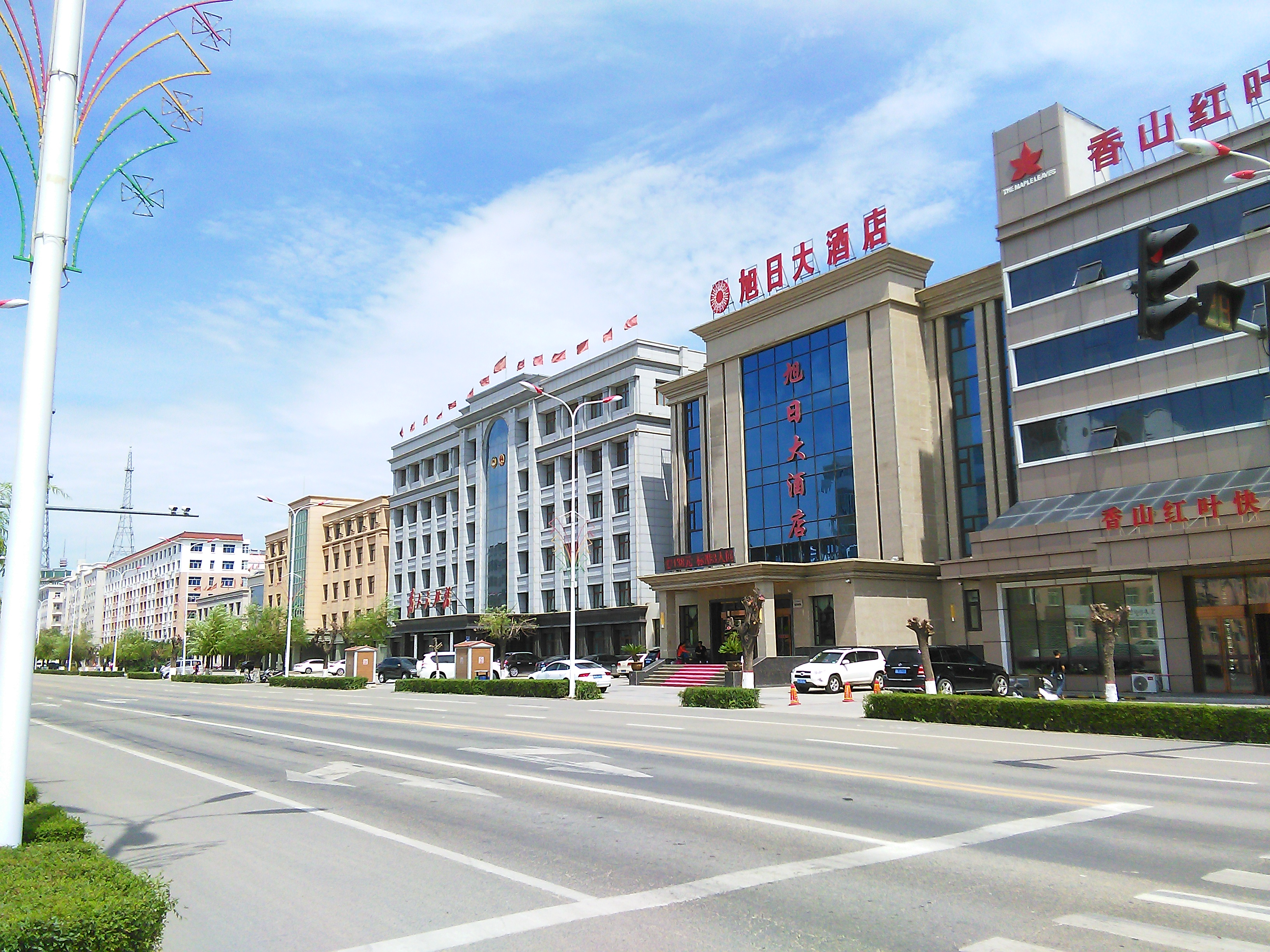
八一路街景

泰来镇下辖以下地区：
光明社区、建新社区、先锋社区、卫星社区、向阳社区、东明村、街基村、丰田村、同乐村、繁荣村、宏程村、明月村和长胜村。